# 耳垂
耳垂（英語：earlobe）是外耳耳廓的结构之一，位于耳廓的最低部，无软骨，由蜂窝组织、脂肪组织构成，缺乏耳廓其它部分所具有的韧性和弹性。

## 结构
耳垂是耳廓的基本结构之一，属于体外可见的部分，而耳廓与外耳道共同组成了耳结构中的外耳。
耳垂由上皮组织和结缔组织构成，内部包含许多神经末梢，故对一些人而言耳垂属于性敏感部位。
多数人的耳垂是自由下垂型，而另一些人的耳垂下部与侧脸相连。

## 功能
耳垂内不含软骨，且内部有较多血液供应，故可保持耳部温度以及平衡。 但一般认为，耳垂并不具有重要的生物学功能。

## 临床
正常情况下，耳垂结构平滑，但某些情况下会出现耳垂折痕。 譬如，儿童的耳垂折痕有时与遗传紊乱有关，如贝克威思－威德曼症候群。
此外，一些早期研究认为耳垂折痕可能与心脏病和冠心病的高风险有关。 但此后也有研究认为，随着年龄的增长，耳垂可能会自然出现折痕，而与此同时年龄大的人群患心脑血管疾病的概率本身也比年轻人高，所以二者并不直接相关。